# Колпакова, Галина Сергеевна
Гали́на Серге́евна Колпако́ва (18 февраля 1955 — 25 октября 2006, Москва) — советский и российский искусствовед, кандидат искусствоведения, профессор кафедры всеобщей истории искусств Российской академии живописи, ваяния и зодчества, ведущий российский специалист в области византийского и древнерусского искусства.
Автор работ о ранних иконах, ансамбле Киевской Софии, новгородских росписях XIII—XIV веков, мозаиках монастыря Святой Екатерины на Синае и др.

## Труды
- Колпакова Г.С. Искусство Древней Руси: Домонгольский период. — М.: Азбука, 2007. — 600 с. — (Новая история искусства). — ISBN 978-5-352-02088-3.
- Колпакова Г.С. Искусство Византии. Ранний и средний периоды. — М.: Азбука, 2005. — 528 с. — (Новая история искусства). — ISBN 5-352-00485-6.
- Колпакова Г.С. Искусство Византии. Поздний период. — М.: Азбука, 2004. — 320 с. — (Новая история искусства). — ISBN 5-352-00967-X.
- Колпакова Г.С. Роспись Гелати и живопись Древней Руси // Россия и Грузия. Национальное своеобразие и конфессиональное единство. Международная конференция. — М., 1998.
- Колпакова Г.С. Роспись Софии Киевской в свете мировой культурной традиции. — М., 2000.